# John Maitland (lord de Thirlestane)
Pour les articles homonymes, voir John Maitland et Maitland.
John Maitland (1537 – 3 octobre 1595), 1er lord Maitland de Thirlestane, est Lord Chancelier d’Écosse.

## Biographie
Il est le second fils de sir Richard Maitland de Thirlestane, Berwickshire et Lethington, Haddingtonshire, qui l'envoie à l'étranger faire son éducation. À son retour, grâce à son frère, il se voit offrir le poste commendataire de l'abbaye de Kelso, qu'il échange avec Francis Stuart contre le prieuré de Coldingham, transaction ratifiée par Marie Ire d’Écosse le 20 avril 1567.
Après l'assassinat du régent Murray, Maitland rejoint les seigneurs qui se sont réunis à Linlithgow sur volonté de la reine. Il partage ensuite les dangers de la guerre civile qui s'ensuit. Fin 1570 il est accusé de rébellion, par le parti du roi, avec ses frères William et Thomas. Ils sont déchus de tous leurs titres par le parlement qui se rencontre à Canongate.
John Maitland est privé de toutes ses fonctions et bénéfices et trouve refuge au château d'Édimbourg. A sa reddition le 29 mai 1573 il est envoyé comme prisonnier au château Tantallon en Haddingtonshire. Après un emprisonnement de neuf mois, il est conduit à Hugh, la maison du seigneur Somerville de Cowthallie, sous assignation à domicile avec une caution de 10 000 livres écossaise. En 1574/1575, une lettre de réhabilitation en sa faveur, comme commendataire de Coldingham, est approuvée par le Grand Sceau d'Écosse.
Le 26 avril 1581, il est nommé Gardien du Sceau Privé d'Écosse. Peu après, il devient Conseiller Privé après le renvoi de l'abbé Pitcairn, nommé secrétaire d'Écosse le 18 mai 1584. Lorsque le parlement se réunit le 22 mai, il retrouve tous les honneurs, héritages et fonctions qu'il avait autrefois possédés. Il est nommé Vice-Chancelier le 31 mai 1586.